# 1872

## أحداث
- تأسيس مدينة الناصرية وتقع حاليا في العراق.
- تأسيس مدينة لا سيبا وتقع حاليا في هندوراس.
- تأسيس مدينة ريكونكيستا، سانتا في وتقع حاليا في الأرجنتين.
- تأسيس مدينة أنتسيرابي وتقع حاليا في مدغشقر.
- تأسيس مدينة ألانيا وتقع حاليا في تركيا.
- تأسيس مدينة إيست لندن وتقع حاليا في جنوب أفريقيا.
- بداية حرب مودوك في 6 يوليو 1872 والتي انتهت في 4 يونيو 1873.
- بداية الحرب الكارلية الثالثة في 1872 والتي انتهت في 1876.
- نهاية الحروب النيوزيلندية في 1872 والتي بدأت في 1845.
- 1 مارس - افتتاح أول متنزه وطني في العالم منتزه يلوستون الوطني.
- 4 ديسمبر - العثور على السفينة الأمريكية ماري سليست بدون طاقمها من قِبل السفينة الكندية «دي جراشا» في المحيط الأطلسي.

## مواليد
- أحمد الشارف
- أحمد رضا
- ألكساندرا كولونتاي
- أليكساندر ميتشل بالمر
- أوتو إيرلر
- أوتو باهر هالفورسن
- بيت موندريان
- بيرتراند راسل
- جورج كوغهيل
- جورج هنري ديرن
- جوهان بوجير
- حافظ إبراهيم
- حسين بوحاجب
- حسن بديع
- حمد بن عيسى بن علي آل خليفة
- روال أمندسن
- روبرت مايلارت
- ريشارد فيلشتيتر
- ريف فون ويليامز
- عمر طوسون
- فرانك هنري كوني
- كالفين كوليدج
- كريستال ماكميلان
- كيجيورو شيديهارا
- ليون بلوم
- مرسيل موس
- موريس ترافرز
- نقولا حداد
- نورمان إنجيل
- هربرت سبنسر هادلي
- هنري هوبر بلود
- ويليام هنري سيمس
- محمد مسعود بك

### يناير
- 15 يناير - أحمد لطفي السيد.
- 2 يناير - ألبرت كومبس بارنز، كيميائي أمريكي.

### مارس
- 28 مارس - خوسي سانخورخو، عسكري إسباني.

### يوليو
- 1 يوليو - خليل مطران.

### سبتمبر
- 20 سبتمبر - والتر إدوارد سكوت، مستكشف من الولايات المتحدة الأمريكية.

## وفيات
- بينيتو خواريز
- جورج ميد
- جوزيبي مازيني
- جوستاف بارثي
- سامويل مورس
- عبد الغفار الأخرس
- عمانوئيل نوبل
- فرانتس جريلبارتسر
- فرديناندو بيو روزليني